# Karafiáth Judit
Karafiáth Judit (Budapest, 1943. március 22. –) irodalomtörténész, egyetemi oktató.

## Életpályája
1970-ben szerzett francia és angol szakos középiskolai tanári diplomát az ELTE hallgatójaként. 1971-ben lett az MTA Irodalomtudományi Intézet munkatársa, majd külügyi titkára, 1999-től külső munkatársként végzi intézeti tevékenységét. 1983 és 1989 között a JATE Francia Tanszékén tanított. 1989 óta az ELTE Francia Tanszékének mellékfoglalkozású oktatója, majd főállású habilitált docense, jelenleg megbízott oktatója. 1993 és 2008 között az ELTE Egyetemközi Francia Központ igazgatója volt. 
2000 óta a Franciatanárok Magyarországi Egyesületének elnöke, majd tiszteletbeli elnöke. A Helikon Irodalom- és Kultúratudományi Szemle szerkesztőbizottságának tagja, a könyvrovat felelőse. A Revue d'Études Françaises főszerkesztője. Kutatási területe a 20. századi francia irodalom (Proust, Céline és a szürrealizmus), valamint a magyar–francia irodalmi kapcsolatok. 1994 óta az irodalomtudomány kandidátusa, értekezésének címe: Életrajz – fikció – önéletrajz. Louis-Ferdinand Céline pályakezdése (1924–1932).

## Legfontosabb művei
- Literature and Its Cults. La littérature et ses cultes. Edited by/publié par Péter Dávidházi et Judit Karafiáth. Budapest, Argumentum, 1994.
- Huszonöt fontos francia regény. Szerkesztette Karafiáth Judit. Budapest, Maecenas és Lord, 1996.
- Szürrealizmus. Írta, a műveket válogatta és szerkesztette: Karafiáth Judit, Tóth Szilvia közreműködésével. Budapest, Raabe Klett Kiadó, 1999.
- Entre esthétisme et avant-gardes. Textes réunis par Judit Karafiáth et György Tverdota. Budapest, Universitas, 2000.
- «Semmelweis comme réécriture», Magazine Littéraire, hors-série 4, 4e trimestre 2002, pp. 49-50.
- Pluralité des langues et mythe du métissage. Parcours européen. Sous la direction de Judit Karafiáth et Marie-Claire Ropars. SaintDenis, Presses Universitaires de Vincennes, 2004.
- «Dokumentum, revue de Kassák», Communications, No. 79, 2006, pp. 141-150.
- Prisonnier de sa langue, libre dans sa langue. Textes réunis par Yann Foucault et Judit Karafiáth. Budapest, Universitas, 2006.
- Marcel Proust: Az eltűnt idő nyomában. Talentum műelemzések. Budapest, Akkord Kiadó, 2007.

## Kitüntetései
- A Francia Köztársaság Akadémiai Pálma Rendjének Lovag fokozata (2001)
- A Magyar Köztársasági Érdemrend Lovagkeresztje (2008)
- ELTE „Pro Universitate” emlékérem arany fokozat (2008)[4]